# Albertino da Busto

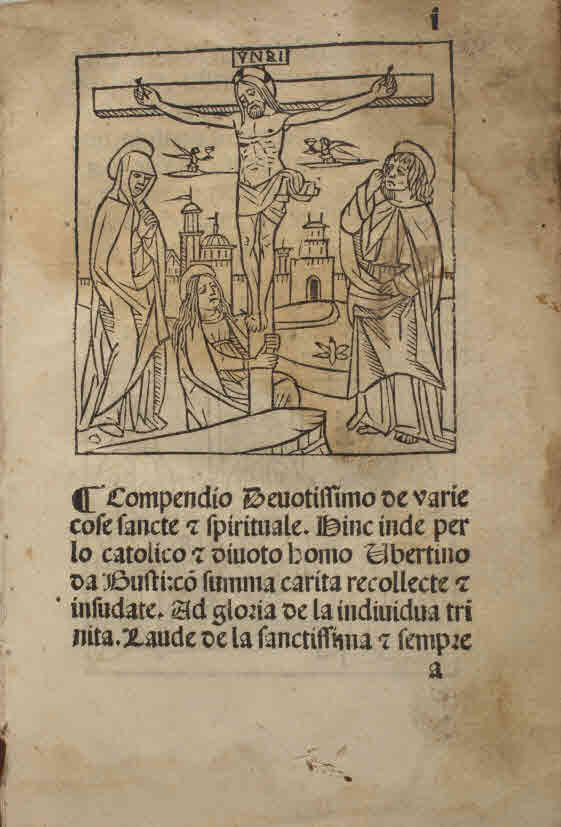
Compendio devotissimo de varie cose sancte e spirituale, 1483

Albertino Ballarati, conosciuto come Albertino o Ubertino da Busto (1444 – 1519), è stato un religioso e educatore italiano.

## Biografia
Era appartenente alla famiglia Ballarati di Busto Arsizio. A Busto Arsizio e a Milano (dove prese il nome di frate Ubertino) fondò comunità di «disciplini» o laici, votati alla penitenza e alla preghiera che vestivano di sacco. Dette comunità di confratelli si installarono prima a Busto Arsizio, nell'oratorio di Santa Croce, e poi in Milano presso San Giovanni in Guggirolo a Porta Romana. 
Non si ha notizia di una sua ordinazione presbiterale. "A Milano fu il primo a dedicarsi esclusivamente all'educazione cristiana dei ragazzi". Sempre a Milano, nel 1506, costituì una «Compagnia» che prese il nome di Scuola ambrosiana.

## Opere
- Compendio devotissimo de varie cose sancte e spirituale, Milano, Giovanni Antonio d'Onate, 1483.